# No logo: el poder de las marcas
No logo: el poder de las marcas es un libro de la canadiense Naomi Klein, publicado en inglés en 2000 por Knopf Canada y en español en 2002 por Ediciones Paidós Ibérica, S.A.

## Motivaciones
También conocido como No logo, el libro es un ensayo que trata de analizar la influencia de las marcas en la sociedad actual.
El objetivo de la autora en la presente obra es analizar y documentar las primeras fases de resistencia al dominio empresarial y explicar el conjunto de condiciones económicas y culturales que han dado origen a dicha resistencia.
Su hipótesis básica es que a medida que la gente conoce la verdad sobre las prácticas empresariales, su oposición a ellas aumenta. Por lo tanto, en la medida en que esta obra descubre y difunde dichas prácticas, la autora puede llegar a considerarla como uno de los factores que estimule dicho rechazo.

### Argumento
Comienza narrando el origen y crecimiento de las grandes empresas que basan su negocio en la imagen de marca, y prosigue analizando los efectos en todo el mundo, desde el mercado de trabajo, tanto en el primer como en el tercer mundo, como el mercado de consumo. Explica las tácticas que las marcas siguen para expandirse y relata muchos actos de rebeldía surgidos como respuesta.
En el primer mundo analiza fundamentalmente la situación en Estados Unidos y Canadá y, en menor medida, en Europa occidental.
El enfoque es de crítica feroz al comportamiento de las empresas.

## Comportamiento actual de las multinacionales
Klein analiza una tendencia muy clara en el comportamiento de las corporaciones multinacionales. Esta tendencia se resume en que las corporaciones estarían cada vez menos interesadas en vender productos, sino que lo que venden son modos de vida e imágenes. Así, observa cómo en muchos casos la manufactura de mercancías con el nombre de famosas marcas, como Nike por ejemplo, son subcontratadas a otras compañías, mientras la corporación en sí se enfoca exclusivamente en el marketing de marca. El objetivo principal es asociar la marca a una imagen de prestigio o de vida atractiva.
Así se puede asociar la marca con una celebridad, por ejemplo, o incluso invadir el espacio público con publicidad omnipresente. A veces se llega a nombrar edificios públicos con nombres de marcas, realizando así una penetración de las marcas y la publicidad en niveles de claro autoritarismo y colonización de los espacios públicos.
Por otra parte, la creciente concentración del capital a través de fusiones de empresas, crea corporaciones cada vez más grandes capaces de acaparar mercados y consumidores. Así cita los ejemplos de Wal-Mart o Starbucks. En estas fusiones se suelen perder muchos empleos a escala local y la tendencia de muchas corporaciones multinacionales es moverse desde sus países de origen en el "primer mundo" hacia el "tercer mundo" en donde pueden pagar salarios menores, ofrecer condiciones de trabajo peores, hacer trabajar a sus empleados más horas y evitar la formación de sindicatos y en algunos casos, como la corporación Nike, inclusive emplear a menores de edad.
Así pues, termina analizando movimientos diversos alrededor del mundo que se han rebelado contra la invasión de las marcas y la publicidad en el espacio público. Por otro lado analiza movimientos que protestan contra las prácticas laborales deplorables que aplican a los trabajadores que manufacturan mercancías para las corporaciones multinacionales. Así mismo a movimientos ecologistas y de trabajadores. En muchos anticipa al movimiento alterglobalización que convergería en la Batalla de Seattle.

## Secciones y capítulos
- Introducción. Una red de marcas.

- Sin espacio
  - El nuevo mundo de las marcas.
  - Las marcas se expanden. Cómo el logo llegó a ocupar el centro de la escena.
  - Alt. Todo. El mercado joven y el marketing del estilo cool.
  - Las marcas y la enseñanza. Los anuncios en escuelas y universidades.
  - El patriarcado se hace funky. El triunfo del marketing de la identidad.

- Sin opciones
  - El bombardeo de las marcas. Las franquicias en la edad de la supermarca.
  - Fusiones y sinergia. La creación de las utopías comerciales.
  - La censura empresarial. La protección de la ciudad publicitaria.

- Sin trabajo
  - La fábrica abandonada. La degradación de la producción en la época de las supermarcas.
  - Amenazas y tentaciones. De trabajar por nada a "País de Autónomos".
  - La incitación a la deslealtad. Quien siembra vientos, cosecha tempestades.

- No logo
  - La piratería publicitaria. Los anuncios bajo ataque.
  - Recuperar las calles.
  - Crece el mal humor. La nueva militancia contra las empresas.
  - El bumerán de las marcas. Las tácticas de las campañas publicitarias de las marcas.
  - Historia de tres logos. La flecha, la concha y los arcos.
  - La política exterior local. Los estudiantes y las comunidades se unen a la batalla.
  - Más allá de las marcas. Los límites de la lucha contra las marcas.

- Conclusión. El consumismo contra la ciudadanía. La lucha por la representación popular global.

- Apéndice.

- Bibliografía.

- Índice analítico y de nombres.

## Resumen de cada una de las partes de la obra

### Primera Parte: Sin Espacio
En esta primera parte la autora examina cómo la obsesión de las empresas por la identidad de marca va contra los espacios privados y públicos, contra las instituciones comunes como las escuelas, contra la identidad de los jóvenes, contra el concepto de nacionalidad y contra la existencia de espacios no comerciales.
Desde entonces, y gracias a la liberalización del comercio y a las reformas laborales, apareció un nuevo tipo de organización según la cual la producción de bienes sólo es un aspecto secundario que puede ser llevado a cabo por contratistas (mayoritariamente extranjeros), cuya única tarea consiste en servir los pedidos a tiempo y a bajo coste. Su actividad principal es la gestión de la marca.
Desde entonces el expansionismo de las marcas pasó de los propios productos de las empresas a la cultura del entorno a través del patrocinio de acontecimientos culturales. Las empresas trataban de absorber “ideas e iconografías culturales que sus marcas pudieran reflejar proyectándolas otra vez en la cultura como ‘extensiones’ de la misma”. El efecto, si no la intención original, del proyecto es poner la cultura anfitriona en un segundo plano y hacer que la marca sea la estrella.
Este proyecto fue posible gracias, por una parte, a las políticas de desregulación y privatización de las últimas tres décadas, a medida que se reducía el gasto público, las escuelas, los museos y las emisoras de radio decidieron financiarse a través del patrocinio empresarial; y por otra, a la inexistencia de un lenguaje político que permitiese defender el valor de los espacios públicos no comercializados.
En este contexto, muchas empresas dejaron de considerar el patrocinio como un “híbrido entre filantropía y de promoción de la imagen” y empezaron a tratarlo como un puro instrumento de marketing, y además muy eficaz. Sin embargo, el desajuste entre sus exigencias y las propuestas que reciben, y experiencias negativas pasadas han llevado a algunas empresas a crear sus propios eventos y a adquirir derechos exclusivos. El resultado final ha sido la eliminación de todas las barreras entre las marcas y la cultura, y la desaparición de los espacios libres de marcas.
La ‘crisis de las marcas’ citada anteriormente, obligó a las empresas a dirigirse a un mercado diferente al tradicional ante su pasividad a sus marcas. El elegido fue el mercado juvenil, en el cual la presión al consumo entre sus propios miembros se convertía en una poderosa fuerza del mercado.
Para dirigirse a este nuevo mercado, las empresas debían crear nuevas identidades de marca de acuerdo con la imagen cool de los años noventa, basadas en su música, su estilo y sus preferencias políticas. Para ello se valieron de agentes de cambio que trataban de ‘refrescar’ el ambiente empresarial desde dentro, introduciendo valores propios de la cultura juvenil, y de ‘cazadores de lo cool’ que se encargaban de buscar sectores donde se cultivara el nuevo estilo. Los “tentáculos de las marcas” alcanzaron todos los rincones de la cultura juvenil: estilos callejeros (como el hip hop), el distanciamiento irónico y el pasado (aparición de la moda retro).
En este sentido, lograr el acceso a las escuelas y a las universidades es para las empresas una oportunidad de “apropiarse de lo cool”. Mientras que para los centros, los acuerdos de asociación o de patrocinio con empresas son una buena alternativa para equilibrar los presupuestos ante los recortes de la financiación pública. En este contexto, las empresas se esfuerzan para que sus marcas no sean un agregado educativo, sino el tema principal.
Sin embargo, estos convenios de patrocinio presentan algunos inconvenientes:
- Deforman algunos de los valores fundamentales de las universidades públicas como la transparencia presupuestaria y el derecho a la libertad de debate y a la protesta pacífica.

- Se censuran, con el consentimiento de las universidades, resultados de la investigación institucional financiada por empresas privadas cuando sus resultados no son favorables a las mismas, mientras los programas se diseñan para satisfacer el propósito de cátedras de investigación financiadas por las empresas.

Por otra parte, las empresas basadas en marcas empezaron a adoptar variaciones del tema de la diversidad como identidad de marca al considerar que esta era el rasgo distintivo de la cultura juvenil a principios de los años noventa. Esta actitud provocó que la política de la identidad no luchara contra el sistema, sino que alimentaba la industria de las marcas.

### Segunda Parte: Sin Opciones
A pesar que las empresas hablan mucho de diversidad y pretenden vincular su identidad de marca a la misma, el resultado de sus prácticas reales es todo lo contrario, traicionando a través de las fusiones, las franquicias, la sinergia y la censura que practican, su promesa “de que disfrutaríamos de un acervo mucho mayor de alternativas culturales”. Este ataque contra las opciones se está produciendo en varios frentes:

### Tercera Parte: Sin Trabajo
La idea de que las ZPE (Zona de Procesamiento de Exportación o Zona Franca) pueden ayudar al Tercer Mundo cobró vigencia en 1964, cuando el Consejo Económico y Social de la ONU aprobó una resolución de apoyo a estas zonas, considerándolas como medio para favorecer el comercio con los países en vías de desarrollo. Pero la idea no cobró mayor fuerza hasta principios de la década de 1980, cuando India otorgó cinco años de exención fiscal a las empresas manufactureras que funcionaban en sus zonas de salarios bajos.
Dos teorías respaldan la creación de estas zonas. Según la primera, las ZPE atraerán a los inversionistas extranjeros, los cuales, si todo marcha bien, decidirán quedarse en los países, impulsando el desarrollo y habrá transferencia de tecnología e industria nacional. En este sentido, los gobiernos de los países pobres ofrecen exenciones impositivas, leyes tolerantes y los servicios de las fuerzas armadas (siempre dispuestas a suprimir el descontento laboral), y compiten entre sí para ver cuál fija el salario más bajo. La segunda es la teoría del goteo, según la cual estas zonas son programas de creación de empleos, y con el tiempo los salarios de los trabajadores permitirán lograr el desarrollo sostenible de la economía local.
Sin embargo, la realidad es que estas fábricas no crean infraestructuras locales, los salarios de los trabajadores son muy bajos y sus derechos precarios, lo que implica que haya pocas posibilidades de que los obreros ganen lo suficiente para alimentarse de manera adecuada, y menos aún para estimular la economía local.
Además de las dos teorías citadas, la manía actual del modelo de las ZPE se basa en los éxitos de los Tigres Asiáticos, en especial de las economías de Corea del Sur y Taiwán. A este respecto, hay que tener en cuenta que, cuando sólo había ZPE en unos pocos países (incluyendo los anteriores), se producía un aumento sostenido de los salarios, había transferencia de tecnología y se comenzó a pagar impuestos poco a poco. Pero la economía mundial se ha hecho mucho más competitiva desde que esos países pasaron de las industrias poco cualificadas a las industrias de alta especialización. En la actualidad, habiendo 70 países que compiten por la atracción de inversionistas a sus ZPE, los incentivos para la misma aumentan, y los salarios y las condiciones laborales empeoran.
El hecho que las multinacionales no posean ninguna fábrica aumenta su poder sobre la producción: no se preocupan del proceso de producción de los artículos que adquieren, sólo les importa las condiciones de venta. Al mismo tiempo intervienen en la redacción de los convenios comerciales internacionales para reducir las cuotas y los aranceles, e incluso influyen en los gobiernos para que flexibilicen las leyes.
Mientras tanto, en los países desarrollados el sector servicios (“los centros comerciales y las supertiendas”) ha originado una creciente subcategoría de empleos “ficticios” que son notoriamente inestables, están mal pagados y son en su inmensa mayoría a tiempo parcial; al mismo tiempo que se inicia una lucha feroz contra la formación de sindicatos.
En general, en ambos casos (el de las ZPE y el de los países desarrollados) se trata de diferentes industrias aplicando políticas que reduzcan sus obligaciones hacia el personal y les permitan disponer de una reserva fácil de trabajadores a tiempo parcial, de empleados temporales y autónomos para reducir los gastos fijos y enfrentar las fluctuaciones del mercado. Cuando la verdad es que la economía necesita empleos estables con los que los adultos puedan vivir; y está claro que muchas personas permanecerían en el sector minorista si ganasen sueldos de personas adultas, como demuestra el hecho que cuando el sector paga decentemente, atrae a trabajadores con más edad y la tasa de rotación de personal disminuye (igual que en el resto de la economía).
Otro aspecto a considerar del mercado laboral en los países desarrollados es la aparición del trabajo no remunerado (inicialmente en la industria de la cultura). Esta “estafa” no significa únicamente explotación en el sentido clásico, sino que tiene consecuencias importantes para el futuro de la producción cultural. Los interinos de hoy son los directivos, los productores y los editores del futuro, sin embargo no se puede ser interino si no se tiene una situación económica acomodada. Es decir, este sistema garantiza una base de solicitantes privilegiados.
Así pues, en la actualidad se está suprimiendo la correlación que existía entre los beneficios de las empresas y el crecimiento del empleo. Las empresas están haciendo crecer la economía, pero lo logran a través de la degradación del empleo y la pérdida de puestos de trabajo. A pesar de proporcionar grandes beneficios a corto plazo, esta política puede ser un error de los dirigentes de la industria, pues la erosión del compromiso de las empresas con el empleo permanente es el factor que más contribuye a crear un clima de militancia contra las empresas y lo que ha convertido a los mercados más vulnerables al “descontento social”.

### Cuarta Parte: No Logo
El asalto contra los tres pilares sociales que son el empleo, las libertades públicas y el espacio cívico, es lo que lleva al activismo contra las empresas que se describe en esta cuarta y última parte del libro.
En la última mitad de la década de los noventa, al mismo tiempo que se presenciaba un enorme incremento de la presencia de marcas, se desarrolló una red de militantes que luchaban por la ecología, los derechos de los trabajadores y los derechos humanos.
La militancia contra las corporaciones aumenta porque las marcas están involucradas profundamente en nuestra cultura e identidad de los países en las que aparecen y se desarrollan. En este sentido, muchas personas que viven en el “mundo de las marcas” se sienten cómplices de sus atropellos; se sienten a la vez culpables y comprometidos. Sin embargo, este compromiso es fluctuante, es emocionalmente intenso pero lo bastante débil como para evaporarse de pronto. Esta volatilidad es la consecuencia no deseada que provocan los directores de marca.
Además, se ha puesto de manifiesto que las empresas no son únicamente suministradoras de productos que necesitamos, también son las fuerzas políticas más poderosas de nuestra época. Y este hecho constituye una razón más de la actitud antiempresarial.
En este sentido, los heterogéneos movimientos de oposición a las empresas están exigiendo que se respete el derecho de información de los ciudadanos. Si las multinacionales han llegado a ser más grandes y poderosas que los gobiernos, ¿por qué no han de someterse a las mismas normas de responsabilidad y de transparencia que exigimos a las instituciones públicas? Plantear exigencias de este tipo a las empresas privadas, que sólo son responsables ante sus accionistas, ha producido una cantidad sorprendentemente elevada de éxitos.
Otra de las razones de la eficacia de las campañas contra las empresas es el atractivo que generan especialmente entre los jóvenes. Así pues, las campañas anticorporativas derivan energía del poder y atractivos masivos del marketing, al mismo tiempo que emplean esa energía contra las marcas que utilizan el mismo.
Por otra parte, podemos destacar dos fenómenos más que facilitan la lucha contra las corporaciones y que han sido favorecidos por las mismas. Primero, la red de logos fue diseñada por las empresas para maximizar el consumo y minimizar los costes de producción, sin embargo ahora estas referencias culturales compartidas (junto con la fibra óptica) están mejorando la comunicación y poniendo los cimientos del primer movimiento popular verdaderamente universal. Segundo, respecto al propio patrocinio, si los patrocinadores pueden verse manchados por la corrupción de los eventos que auspician, esos mismos eventos también pueden ser desprestigiados por las actividades dudosas de sus padrinos.
Veamos ahora alguno de los diferentes instrumentos que utiliza en su lucha el movimiento político contra la vida de las marcas:

#### Piratería publicitaria
El término piratería publicitaría fue inventado por la banda de collages musicales Negativland, y consiste en una visión de la campaña publicitaria que no revela un pensamiento opuesto a ella, sino la verdad profunda que se esconde tras las capas de eufemismos publicitarios. En la práctica consiste en parodiar los anuncios y asaltar las vallas callejeras para alterar por completo sus mensajes (los casos más sofisticados de piratería publicitaria no son parodias puntuales de los anuncios, sino que los interceptan; son contramensajes que se apoderan de los métodos de comunicación de las propias empresas y emiten un mensaje totalmente contradictorio al que se deseaba transmitir).
Los rompeanuncios argumentan que las calles son espacios públicos, y que, como la mayoría de las personas no pueden permitirse comprarlos, para contrarrestar los mensajes de las empresas, tienen derecho a responder a unas imágenes que no nunca han pedido ver. Además, su causa gana aún más urgencia por la convicción de que la concentración de medios en pocas manos ha logrado devaluar el derecho a la libre expresión al separarla del derecho a ser escuchado.
Sin embargo, una de las limitaciones de la piratería publicitaría reside en el hecho que en nuestra cultura, en esta época aletargada por la información, somos capaces de absorber cantidades ilimitadas de disonancias cognitivas e incapaces de despertar al ver una imagen sobrecogedora, al percibir una contradicción flagrante e incluso de un détournement fabulosamente inteligente.
Además, cada vez son más los publicitarios que la utilizan, pues, la piratería publicitaria, con su actitud, que es una combinación de hip-hop, de punk y de autoritarismo y con tantos trucos visuales, encierra un gran potencial de venta. Sin embargo, el éxito de cada una de estas campañas no ha logrado disipar en nada el odio contra el marketing que existía; más bien pueden haber ejercido el efecto contrario.
Respecto a la crítica de la publicidad procedente de medios académicos, adopta en general una perspectiva de desprecio por quienes experimentan “el despreciable deseo de adquirir cosas”. En este sentido, esta teoría no tiene ninguna probabilidad de ofrecer base intelectual para el actual movimiento de resistencia contra la sujeción de la vida a las marcas, porque un progreso político verdadero no puede reconciliarse con un sistema de creencias que considera al público como un hato de ganado que se alimenta de publicidad y que está hipnotizado por la cultura comercial.

#### Recuperar Las Calles
Aunque algunos años antes existió otro grupo del mismo nombre, la encarnación actual del movimiento internacional Recuperar las Calles surgió en mayo de 1995. Este asalta las calles más concurridas y las esquinas más importantes, y llega hasta las carreteras, donde organiza fiestas espontáneas, exigiendo espacios no comercializados en las ciudades y una naturaleza intacta. En muchas ciudades, las fiestas callejeras se han sincronizado con otro movimiento internacional explosivo: los paseos en bicicleta llamados Critical Mass.
Las confrontaciones deliberadas de las fiestas callejeras reúnen la sinceridad previsible de la política con la ironía divertida del pop. El RLC no da la espalda ni a las ciudades ni al presente, sino que orienta el deseo de entretenimiento y de fiesta (y el de alucinar y sublevarse, su lado más oscuro) y lo canaliza, convirtiéndolo en un acto de desobediencia civil que también es un festival. Sin embargo, como sucede con otros movimientos radicales de éxito, puede que el atractivo masivo del RLC lo haya puesto demasiado de moda, y el propio movimiento se vea anulado por el ritmo arrollador y la psicología de rebaño.